# Улица Василия Ботылёва
У́лица Васи́лия Ботылёва — улица на западе Москвы в ЗАО, в посёлке Рублёво, районе Кунцево.

## Происхождение названия
Улица названа в 1973 году в честь Василия Андреевича Ботылёва (1915—1970), командира батальона морской пехоты, Героя Советского Союза.

## Расположение
Улица Василия Ботылёва проходит по всей территории Рублёва, начиная от Рублёвского шоссе и заканчивая Новорижским шоссе.

### Почтовое и телеграфное обслуживание
Улицу Василия Ботылёва, как и весь посёлок Рублёво обслуживает почтовое отделение № 121500, Г-500.

## Примечательные здания и сооружения
По нечётной стороне:
- № 1 — Сбербанк России; Рублёвская станция водоподготовки.
- № 1, с. 48 — Строительная компания.
- № 17 — Окос-М.
- № 31 — МГППУ, Факультет иностранных языков; Центр Психолого-Педагогической реабилитации и Коррекции Рублёво ГБОУ.
- № 33 — Булочная-кондитерская; Куры-гриль.
- № 41 — ГБУ ФК «Строгино» Москомспорта
- № 43 — Шоу-театр «Ростовые куклы»; Дом культуры Рублёво.

По чётной стороне:
- № 12 — Инвестиционная энерго-сервисная компания.